# 🐿
🐿 is een teken uit de Unicode-karakterset dat een eekhoorn voorstelt. Deze emoji is in 2014 geïntroduceerd met de Unicode 7.0-standaard..

## Betekenis

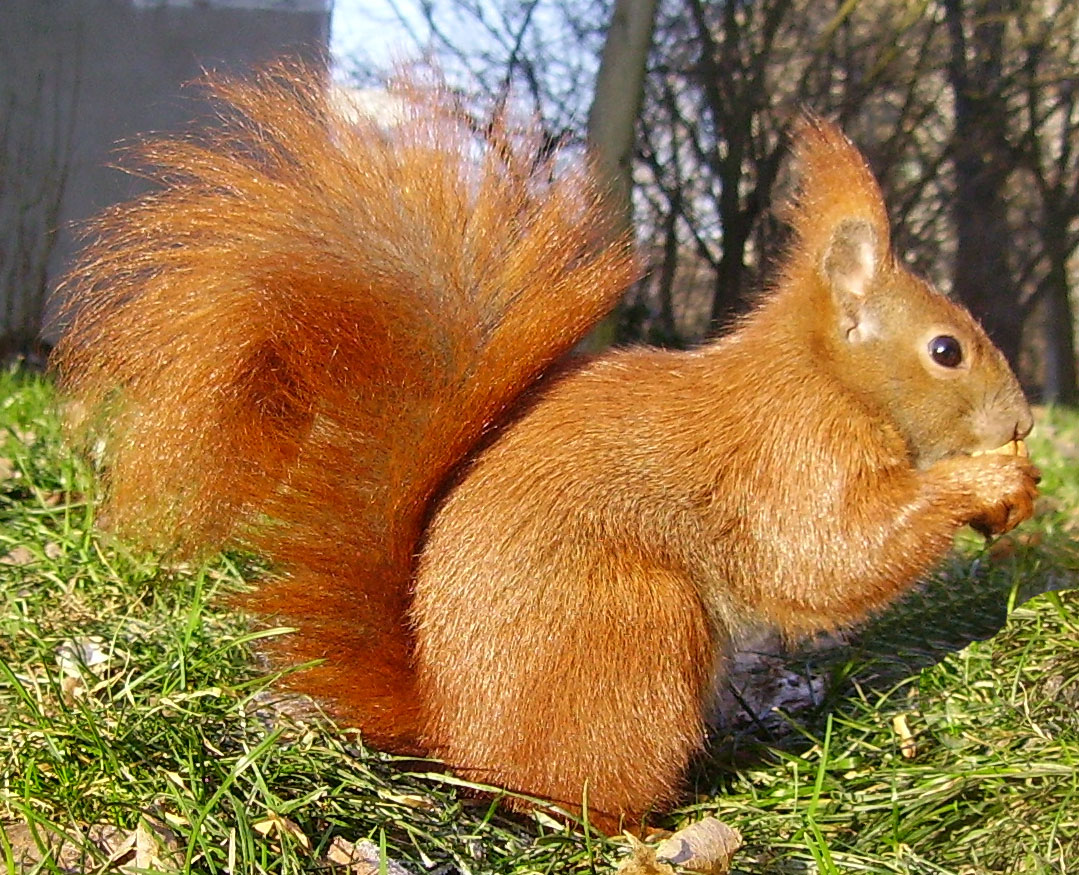
Een eekhoorntje (Sciurus vulgaris)

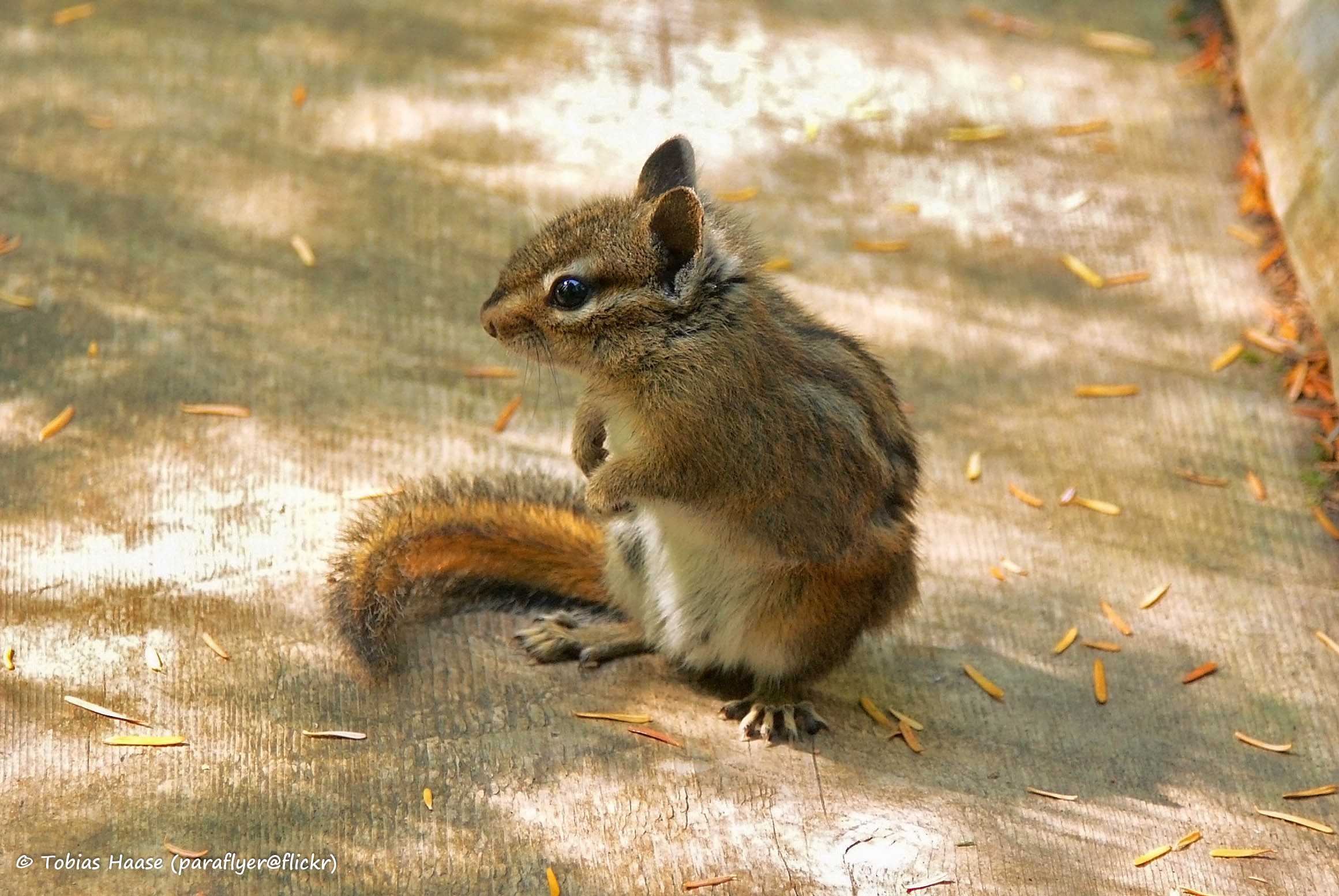
Een eekhoorn uit de Tamiasfamilie

Volgens de Engelse unicode omschrijving beeldt dit karakter een chipmunk af, een specifiek eekhoorngeslacht dat in Nederland bekend staat als de wangzakeekhoorns (tamias). De meeste weergaven zijn dan ook met de voor dat geslacht kenmerkende rugstrepen, en de kleurkeuze bij grafische weergave neigt ook meestal naar het bruinachtige in plaats van het rood dat bij de in Europa meest voorkomende eekhoornsoort Sciurus vulgaris gangbaar is.

## Codering

De Twemoji-implementatie

### Unicode
In Unicode vindt men de 🐿 onder de code U+1F43F(hex). 

Het teken komst standaard in tekstmodus, maar als dit karakter gecombineerd wordt met het controlekarakter U+FE0F zal het grafisch worden weergegeven als 🐿️. (U+1F43F U+FE0F (hex))

### HTML
In HTML kan men in hex de volgende code gebruiken: &#1F43F; voor de monochrome tekst-versie, en  &#1F43F;&#1FE0F; voor de grafische versie.

### Shortcode
In software die shortcode ondersteunt zoals Github en Slack kan het karakter worden opgeroepen met de code :chipmunk:.

### Unicode-annotatie
De Unicode-annotatie voor toepassingen in het Nederlands (bijvoorbeeld een Nederlandstalig smartphonetoetsenbord) is Eekhoorn.